# Penstemon venustus
Penstemon venustus är en grobladsväxtart som beskrevs av David Douglas. Penstemon venustus ingår i släktet penstemoner, och familjen grobladsväxter. Inga underarter finns listade i Catalogue of Life.

## Bildgalleri

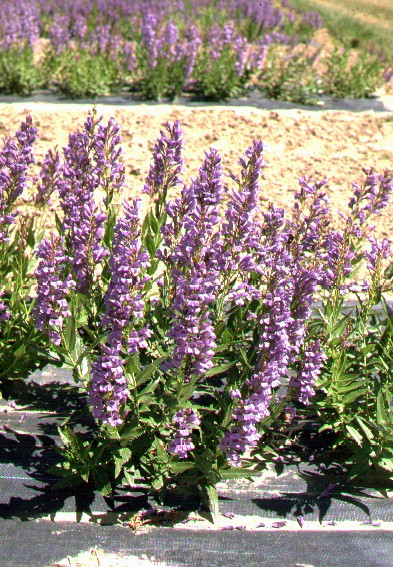
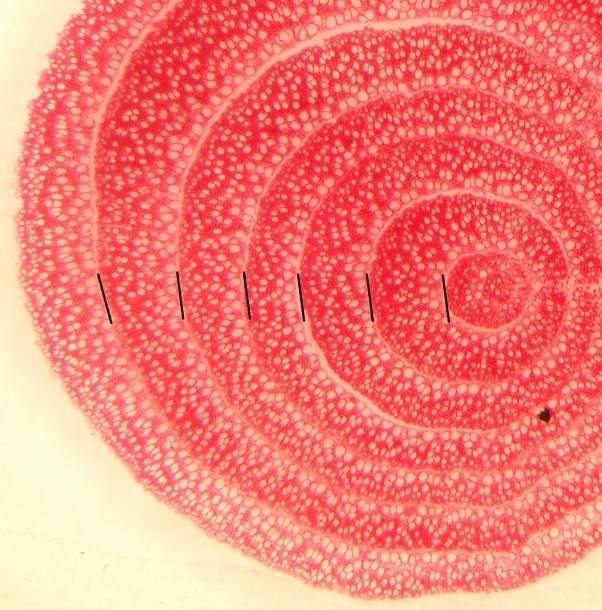